# Southern Hummingbird
Southern Hummingbird är debutalbumet av den amerikanska R&B-sångerskan Tweet, utgivet i USA den 2 april 2002 via The Goldmind Inc. och Elektra Records. Skivan debuterade som trea på USA:s Billboard 200 med 195 000 sålda kopior första veckan efter release. En tid senare certifierades debutskivan med guldstatus för en försäljning på 858 000 exemplar i USA. Albumets ledande singel, den rytmiska "Oops (Oh My)", blev en listetta i Tweets hemland och en topp-tio-hit i Storbritannien.  
Southern Hummingbird producerades av Timbaland, Craig Brockman, Nisan Stewart, gitarristen John "Jubu" Smith och sångerskan själv. Den innehåller gästsångare som Missy Elliott, Bilal och BeatClub Records' Ms. Jade samt ett bonusspår, "Big Spender", framförd av Elliott. Låten samplar 60-talsklassikern med samma namn framförd av Shirley Bassey. Efter framgången "Oops (Oh My)" framhävde skivan ytterligare två musiksinglar; Timbaland-producerade "Call Me" och "Smoking Cigarettes". Den sistnämnda gavs enbart ut till amerikansk radio och dess Little X-regisserade musikvideo förblev outgiven.  

## Innehållsförteckning
| Nr           | Titel                                  | Producenter                                          | Längd |
| ------------ | -------------------------------------- | ---------------------------------------------------- | ----- |
| 1.           | So Much to Say (Intro)                 | Charlene "Tweet" Keys, Nisan Stewart, Craig Brockman | 1:24  |
| 2.           | My Place                               | Keys, Stewart, Brockman                              | 4:24  |
| 3.           | Smoking Cigarettes                     | Keys, Stewart, Brockman                              | 4:16  |
| 4.           | Best Friend (featuring Bilal)          | Keys, Stewart, Brockman, Bilal Oliver                | 5:08  |
| 5.           | Always Will                            | Keys, Stewart, John Smith                            | 4:41  |
| 6.           | Boogie 2nite                           | Keys, Stewart, Smith                                 | 4:10  |
| 7.           | Oops (Oh My) (featuring Missy Elliott) | Keys, Missy Elliott                                  | 3:58  |
| 8.           | Make Ur Move                           | Keys, Timothy Mosley                                 | 3:49  |
| 9.           | Motel                                  | Keys, Susan Weems, Bernard Edwards, Nile Rodgers     | 3:48  |
| 10.          | Beautiful                              | Keys, Brockman                                       | 4:05  |
| 11.          | Complain                               | Keys, Stewart, Brockman, Weems                       | 5:14  |
| 12.          | Heaven                                 | Keys, Stewart, Brockman                              | 3:39  |
| 13.          | Call Me                                | Keys, Elliott                                        | 2:56  |
| 14.          | Drunk                                  | Keys, Stewart, Brockman                              | 5:25  |
| 15.          | Southern Hummingbird (Outro)           | Keys, Brockman                                       | 1:31  |
| Total längd: | Total längd:                           | Total längd:                                         | 52:88 |

## Listor
| Lista (2002)                                 | Topp position |
| -------------------------------------------- | ------------- |
| Hollands albumlista                          | 65            |
| Frankrikes albumlista                        | 101           |
| Tysklands albumlista                         | 44            |
| Nya Zeelands albumlista                      | 32            |
| Norges albumlista                            | 13            |
| Sveriges albumlista                          | 35            |
| Schweiz albumlista                           | 65            |
| Storbritanniens UK Albums Chart              | 15            |
| Amerikanska Billboard 200                    | 3             |
| Amerikanska Billboard Hot R&B/Hip-Hop Albums | 2             |

## Utgivningshistorik
| Land           | Datum         | Skivbolag         |
| -------------- | ------------- | ----------------- |
| USA            | 2 april 2002  | Goldmind, Elektra |
| Kanada         | 2 april 2002  | Elektra           |
| Japan          | 10 april 2002 | Warner            |
| Storbritannien | 13 maj 2002   | Elektra           |
| Tyskland       | 27 maj 2002   | Warner            |
| Frankrike      | 28 maj 2002   | Warner            |